# Armenian Navy Band
Armenian Navy Band (A.N.B.) est un groupe de jazz arménien formé en 1998 à Erevan en Arménie.

## Membres
- Arto Tuncboyaciyan - chant
- Anahit Artouchian - Qanûn
- Armen Ayvazian - Kamancheh
- Armen Hyusnunts - Ténor et Saxophone soprano
- Ashot Haroutiounian - Trombone
- David Nalchajian - Saxophone alto
- Tigrane Suchian - Trompette
- Noraïr Kartachian - Zourna et duduk
- Vardan Grigorian - Zourna et duduk
- Arman Jalalian - Batterie (musique)
- Vahagn Hayrapetian - Piano et clavier (musique)
- Artyom Manoukian - Basse

Source : Site officiel de ANB

## Biographie
Le groupe fut formé par l'Arménien d'Istanbul Arto Tuncboyaciyan. Le projet est né en 1998 lors d'une rencontre à Erevan entre Arto et des musiciens d'expériences diverses — traditionnelle ou contemporaine. L'idée de créer la musique arménienne d'aujourd'hui traverse alors l'esprit de Tuncboyaciyan.
En 2000, après la sortie de son premier album, le groupe a entamé une tournée européenne qui fut un vrai premier succès. Depuis, il a sorti trois autres albums.

## Style
La musique d'ANB est un mélange de musique contemporaine, notamment de jazz, et de musique traditionnelle arménienne et anatolienne. Elle est exclusivement composée par Tuncboyaciyan. Il s'inspire également de la mélancolie du blues et du jazz afro-américain pour la mixer avec celle de la musique traditionnelle arménienne.

## Discographie
Depuis sa formation en 1998, le groupe a sorti quatre albums :
- Bzdik Zinvor, Svota Music, (1999) ;
- New Apricot, Svota Music, (2000) ;
- Natural Seeds, Svota Music/Heaven & earth, (2004) ;
- How much is yours, Svota Music/Heaven & earth, (2005).